# Creu de terme del camí de Forès
La Creu de terme del camí de Forès es troba a l'entrada del poble de Conesa (Conca de Barberà), en una placeta, al racó del Mossèn.
És una creu de terme amb fust de pedra hexagonal d'1,7 m aproximadament. Al seu damunt hi ha una estela funerària de tipus discoïdal on es pot apreciar, per una cara, un escut esborrat i, per l'altra, una creu. Actualment està desplaçada del seu lloc original, al camí de Savallà entre la carretera que va a Rocafort i la nova que va a Forès.
Va ser restaurada a finals del segle XX per l'artista montblanquí Ismael Balanyà amb motiu del seu trasllat a la seva ubicació actual.